# Rollibock

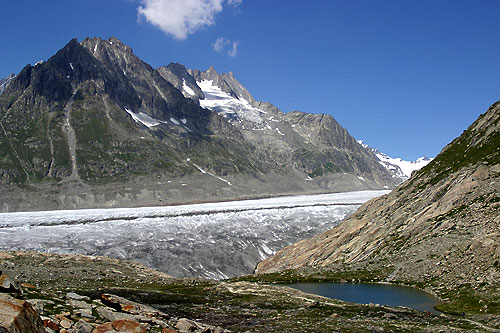
De Aletschgletscher.

De Rollibock is een mythisch monster, waarover sagen (volksverhalen) bestaan in en rond de Zwitserse dorpen Naters en Fieschertal. Rollibock is een enorme geitenbok met vurige ogen, immense horens en een vacht van ijspegels, die vervaarlijk rammelden als hij door het landschap rende. Met zijn horens kon hij keien, stukken rots en hele bomen in de lucht werpen.
In de verhalen is de Rollibock onlosmakelijk verbonden met de Aletschgletsjer nabij de Märjelenalp. Wanneer hij uitgedaagd werd - of iemand toonde te weinig respect tegenover de gletsjer - stormde hij uit de gletsjer en veroorzaakte lawines en overstromingen die doorheen het hele kanton Wallis voor grote schade zorgden. En als Rollibock iemand met zijn horens pakte, werd de ongelukkige vermorzeld. Alleen door hun toevlucht te nemen tot een kapel of ander gewijd gebouw, konden de mensen zich voor het monster in veiligheid brengen.
Tussen het jaar 1300 en 1850/1860 nam de Aletschgletsjer sterk in omvang toe en drukte deze geregeld door de natuurlijke dam van de Märjelensee met overstromingen in grote delen van het kanton Wallis tot gevolg. Hoewel de inwoners van bovenstaande dorpen dijken en kanalen aanlegden om het smeltwater van de gletsjer te beteugelen, bleven lawines en overstromingen voorkomen. Ergens in die eeuwen moet ter plaatse de legende van de Rollibock zijn ontstaan, om het natuurgeweld te verklaren. Een andere versie van de sage verhaalt van een jager en verzamelaar van bergkristal, die zich al te gretig gedroeg ten opzichte van hetgeen de natuur de mens te bieden heeft. Daarmee krijgt het verhaal een moraliserend element, zoals dat ook van sprookjes bekend is.
Heden ten dage is het monster niet veel meer dan een toeristische attractie in de gemeente Fieschertal. Sinds 1 december 2012 bevindt zich een sculptuur van de Rollibock op het Jungfraujoch.